# زالودرمانی

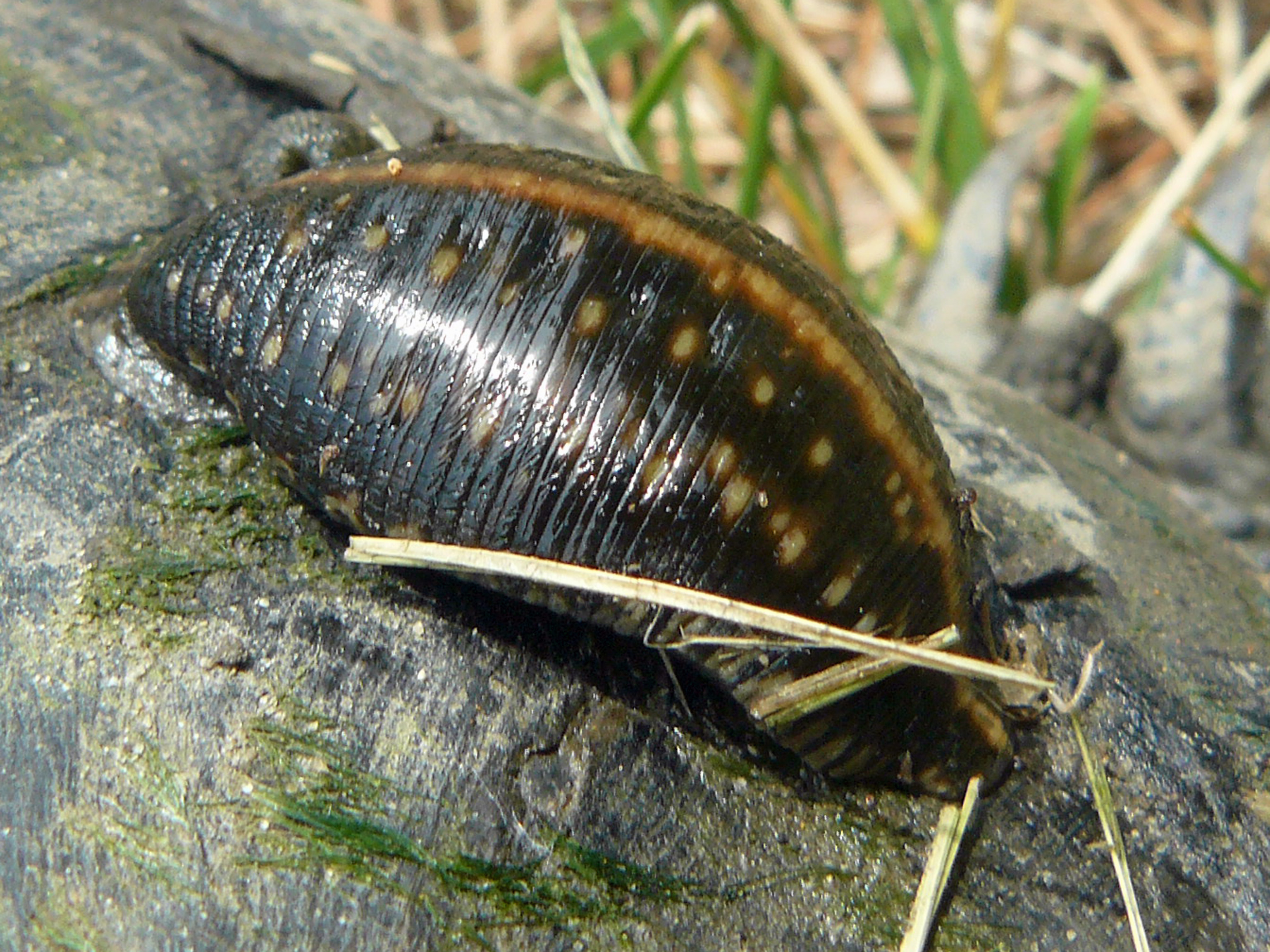
زالویی که معمولاً استفاده می‌گردد دارای دو نوار سبز زیتونی تا سبز لجنی بر پشت خود هستند

زالو درمانی (به انگلیسی Leech therapy) در زالودرمانی با استفاده از زالو برای درمان برخی بیماری‌ها مانند خون‌رسانی دوباره به مناطقی از بدن که عروق وریدی آسیب دیده یا بسته شده‌اند، استفاده می‌گردد.

## تاریخچه
چنان‌که گزارش شده زالودرمانی ۱۵۰۰ سال قبل از میلاد مسیح در مصر انجام می‌شد. زالودرمانی در ایران، مصر، روم و یانام و بعدها در اروپا رواج پیدا کرد.

## زالودرمانی در طب سنتی
حکیم جرجانی در کتاب سوم ذخیره خوارزمشاهی اشاره‌ای به نحوهٔ استفاده از زالو و جایگاه درمانی آن کرده‌است. او منفعت زالواندازی را بیشتر در بیماری‌های پوستی می‌داند و معتقد است ابتدا باید تن را با فصد و مسهل پاکیزه کرد و سپس زالو انداخت.
ابن سینا باب مبسوطی پیرامون زالو دارد و چنین می‌گوید:
از زالوهایی که کرک ریز و نرم دارند یا لاجوردی رنگ هستند پرهیز کنید زیرا دچار غشی، خونریزی، تب، سستی و قرحه‌های بدخیم خواهید شد. از زالویی استفاده شود که در آب‌های خزه‌دار که محل زیست قورباغه‌هاست نمو کرده و نه زالویی که در آب‌های گل‌آلود سیاه بوده‌است.

## زالودرمانی از لحاظ علمی
سازمان غذا و داروی آمریکا در ۲۴ ژوئن ۲۰۰۴ استفاده از زالو را برای مقاصد پزشکی، قانونی اعلام کرد. این مجوز تنها برای فروش و استفاده از زالو مختص جراحی‌های میکروسکوپی و جراحی پلاستیک بود. (در واقع سازمان غذا و دارو یا همان FDA) زالو را به عنوان یک «ابزار درمانی» تأیید کرد نه خود درمان.
فرضیهٔ پزشکی برای تأثیر زالودرمانی بر این است که تأثیر زالوی درمانی احتمالاً به دو فاکتور کلی بستگی دارد: اول این‌که با گاز گرفتن پوست طعمه توسط زالو، ترشح غدد بزاقی به داخل زخم تزریق می‌شود. دوم این‌که قسمت دیگری از این ترشحات با خونِ بلعیده‌شده مخلوط می‌شود تا در حالت مایع بماند.
به گزارش نشریهٔ آنلاین Healthline، مادهٔ هیرودین موجود در بزاق زالو، می‌تواند خون را رقیق کرده و از لخته شدن آن جلوگیری می‌کند. از آنجایی که افراد مبتلا به دیابت خون غلیظ‌تری دارند، هیرودین می‌تواند با رقیق کردن خون به کاهش فشار روی قلب و سیستم قلبی عروقی کمک کند.
با این حال مطالعات همچنان دربارهٔ تأثیر واقعی و علمی زالودرمانی ادامه داشته و هنوز هم مطالعات زیادی در مجلات علمی چاپ می‌شود.مقاله بادکش های حجامت

## تجارت پرورش زالو
در حال حاضر به دلیل تقاضای زیاد جهانی برای خرید انواع زالو، تکثیر و پرورش زالو یکی از مشاغل به نسبت ساده و بسیار پرسود به‌شمار می‌رود. برخی گزارش‌ها قیمت هر یک عدد زالو در آمریکا را بیش از ۱۵ دلار آمریکا برآورد می‌کنند. خبرگزاری تسنیم در گزارشی در سال ۱۳۹۸ مدعی شد که درآمد کشور تایلند از پرورش زالو معادل درآمد نفتی کشور ایران است. خبرگزاری ایسنا همچنین در گزارشی مدعی می‌شود که هنوز هم ظرفیت بسیار زیادی در کشور برای درآمدزایی از پرورش زالو وجود داشته و باید برای آن حتماً وام‌هایی در نظر گرفته شود.

## بررسی مقاله‌های علمی تاثیر زالو درمانی برای جوانسازی پوست
1. مطالعه‌ای در سال 2009 در ژورنال Dermatologic Therapy این مطالعه نشان داد که بزاق زالو حاوی مواد مفیدی مانند هیرودین، هیالورونیداز و لیپاز است که می‌توانند به بهبود جریان خون، کاهش التهاب و تسریع فرآیند بهبودی زخم‌ها کمک کنند. بهبود جریان خون و کاهش التهاب می‌تواند به ترمیم بافت‌های پوستی و کاهش چین و چروک‌ها کمک کند. هیرودین به عنوان یک ضد انعقاد، موجب افزایش جریان خون در پوست شده و این امر می‌تواند به بهبود وضعیت پوستی کمک کند.
2. تحقیق در سال 2011 در ژورنال Phytomedicine این تحقیق به بررسی اثرات ضد التهابی و آنتی‌اکسیدانی بزاق زالو پرداخت. نتایج نشان داد که بزاق زالو حاوی ترکیباتی است که می‌توانند به کاهش التهاب و محافظت از سلول‌های پوستی در برابر آسیب‌های اکسیداتیو کمک کنند. این اثرات باعث افزایش تولید کلاژن در پوست شده و به ترمیم و جوانسازی پوست کمک می‌کند.
3. مطالعه‌ای در سال 2017 در ژورنال Journal of Clinical and Aesthetic Dermatology این مطالعه به بررسی اثرات زالو درمانی برای جوانسازی پوست بر روی پوست‌های آسیب‌دیده از آفتاب پرداخت. نتایج نشان داد که زالو درمانی می‌تواند به بهبود رنگ پوست و کاهش لکه‌های تیره کمک کند. همچنین، این روش به طور قابل توجهی میزان رطوبت پوست را افزایش داده و به کاهش خشکی پوست کمک کرده است. این اثرات بهبود قابل توجهی در ظاهر کلی پوست نشان داده است.
4. تحقیقی در سال 2013 در ژورنال International Journal of Dermatology این تحقیق به بررسی اثرات زالو درمانی برای جوانسازی پوست بر روی بیماران مبتلا به آکنه پرداخت. نتایج نشان داد که زالو درمانی می‌تواند به کاهش التهاب و بهبود علائم آکنه کمک کند. بزاق زالو دارای خواص ضد التهابی و ضد باکتریایی است که می‌تواند به کاهش قرمزی و تورم ناشی از آکنه کمک کند و باعث بهبود وضعیت پوست شود.
5. مطالعه‌ای در سال 2018 در ژورنال BioMed Research International این تحقیق نشان داد که زالو درمانی برای جوانسازی پوست می‌تواند به بهبود ترمیم زخم‌ها و کاهش تشکیل اسکارهای پوستی کمک کند. مواد موجود در بزاق زالو، مانند هیرودین و هیالورونیداز، می‌توانند فرآیندهای سلولی مربوط به ترمیم بافت را تحریک کنند و باعث بهبود سریع‌تر زخم‌ها و کاهش جای زخم‌ها شوند. این ویژگی‌ها می‌توانند به جوانسازی پوست و بهبود ظاهر کلی آن کمک کنند.